# SS Waratah
 (septembre 2023).
Le SS Waratah était un paquebot britannique armé par la Blue Anchor Line. Ce navire lancé en novembre 1908 effectuait la liaison entre l'Europe et l'Australie. En juillet 1909, alors que le paquebot partait de Durban en direction du Cap, il a disparu avec 211 passagers et membres d'équipage. Les circonstances du naufrage n'ont jamais été élucidées, et le Waratah, dont l'épave n'a pas été retrouvée, est l'un des grands mystères de l'histoire maritime.

## Carrière

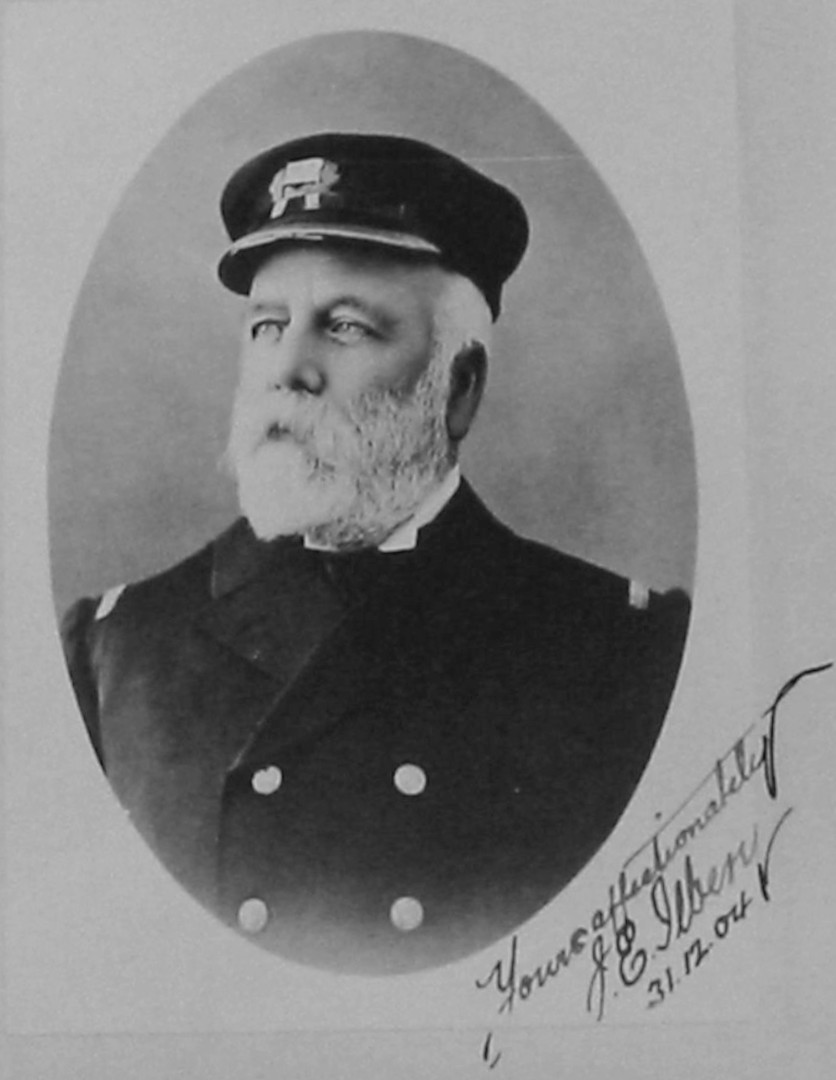
Le commandant Joshua Edward Ilbery.

Construit par Barclay Curle & Co dans Whiteinch, Glasgow (Écosse) le Waratah était destiné à devenir un navire majeur de la compagnie Blue Anchor Line. Il servait à faire la liaison entre l'Europe et l'Australie. Le paquebot de 150 mètres de long comprenait cent cabines de première classe, ainsi que plusieurs installations comme un salon de musique, un fumoir, un pont promenade, ainsi qu'une nurserie. Ses soutes (chargées habituellement de marchandises) pouvaient également être converties en grands dortoirs pouvant contenir près de 700 passagers d'entrepont. Le Waratah  n'était pas équipé de la radio, mais ce n'était pas inhabituel pour l'époque. Le paquebot possédait un double fond et sa coque était divisée en huit compartiments étanches. Le nom Waratah correspond à au Telopea speciosissima, arbustre endémique de la Nouvelle-Galles du Sud.
Le 5 novembre 1908, le paquebot a effectué son voyage inaugural en partant de Londres avec 689 passagers de troisième classe et 67 passagers de première classe. Son capitaine était Joshua E. Ilbery, vétéran de la Blue Anchor Line, qui disposait de 30 ans d'expérience à naviguer sur les mers.
Le 27 avril 1909, le Waratah a entamé son deuxième voyage en direction de l'Australie. Le paquebot s'est ensuite préparé à quitter Melbourne le 1er juillet 1909, avec des escales à Durban et au Cap, avant de regagner Londres.

## Disparition
Le Waratah a quitté Durban le 26 juillet avec 211 passagers et membres d'équipage. Le 27 juillet, les conditions météorologiques se sont rapidement détériorées. Le vent atteignait des rafales à 90 km/h, alors que des vagues de 9 mètres de haut se formaient. Le soir du 27 juillet, le liner Guelph de l'Union-Castle a aperçu un navire et échangé des signaux lumineux, mais à cause du mauvais temps et de la mauvaise visibilité il ne pouvait qu'identifier les trois dernières lettres du nom du paquebot, qui étaient « T-A-H ». Un deuxième navire, le Clan McIntyre semble être le dernier à avoir échangé des signaux avec le Waratah.
Le Waratah, censé atteindre Le Cap le 29 juillet 1909, n'arriva jamais à destination.

## Recherches
Les autorités maritimes locales envoyèrent un remorqueur à la recherche du paquebot au bout de plusieurs jours (on pensait au départ que le paquebot avait été ralenti par la tempête), avant que l'Amirauté britannique ne lance trois navires arpenter la route empruntée par le Waratah. Le 23 août 1909, les recherches furent stoppées. À ce jour, aucune trace du navire n'a jamais été retrouvée.

## Hypothèses
L'enquête consécutive à sa disparition a soulevé quelques rapports contestés sur l'instabilité du navire durant ce voyage. Il y a eu quelques discussions entre les propriétaires et les constructeurs à propos de l'arrimage des marchandises pour le voyage de retour vers l'Angleterre.
La Cour, réunie le 16 décembre 1910 établit que la stabilité du paquebot était mauvaise, bien qu'aucun document, rapport ou correspondance avec les chantiers n'évoque cette instabilité. Les conclusions de la Cour, rendues le 23 février 1911, affirmèrent que le Waratah sombra sans laisser de traces, après avoir essuyé une très forte tempête. Cependant, les causes exactes de ce naufrage n'ont jamais été clairement définies.
L'hypothèse la plus avancée est généralement celle d'une vague scélérate que le navire aurait rencontré au large des côtes de l'Afrique du Sud. Cet incident aurait alors provoqué un naufrage rapide.

## Installations

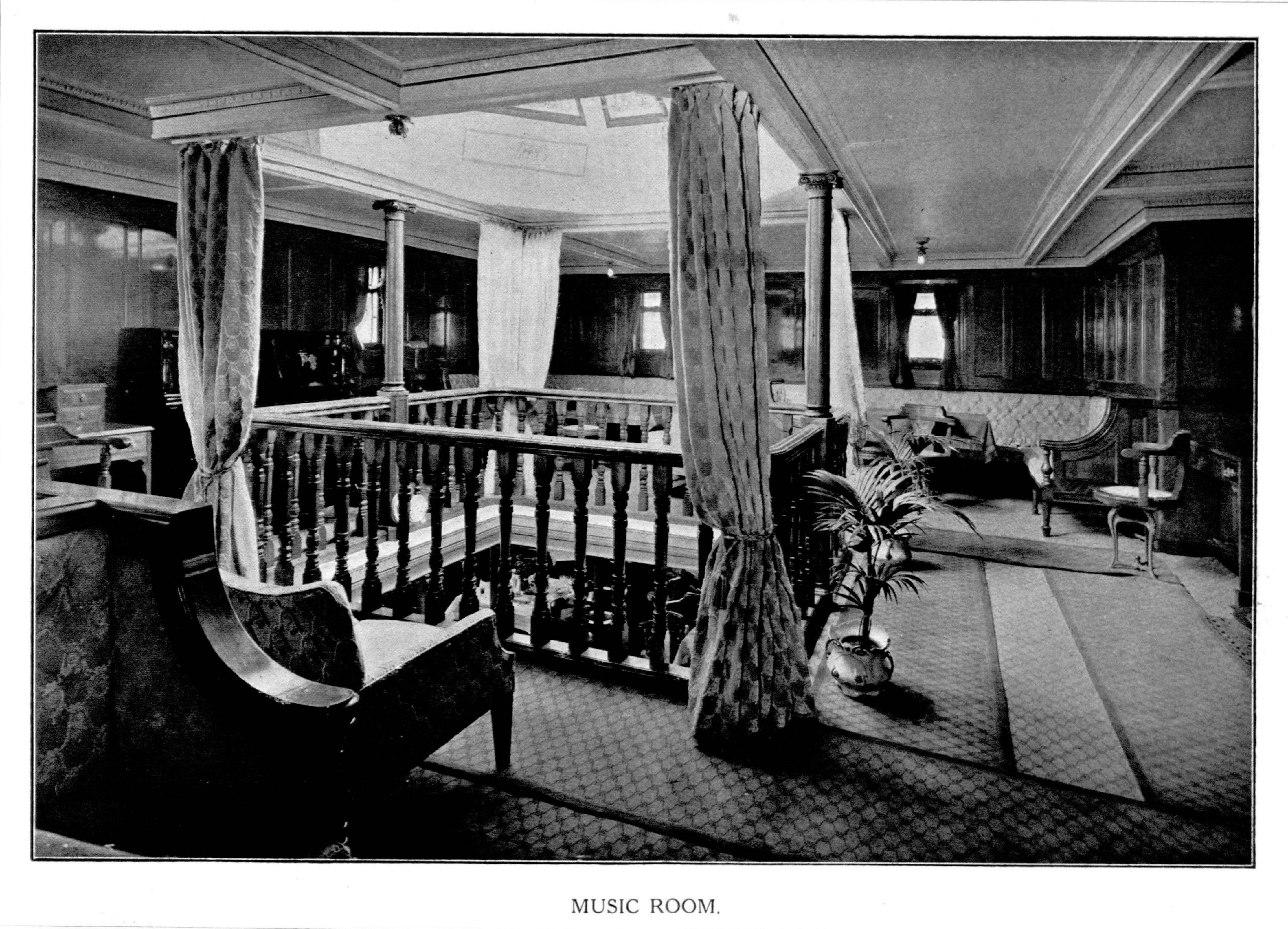
Salon de musique de première classe (étage).
Fumoir de première classe.
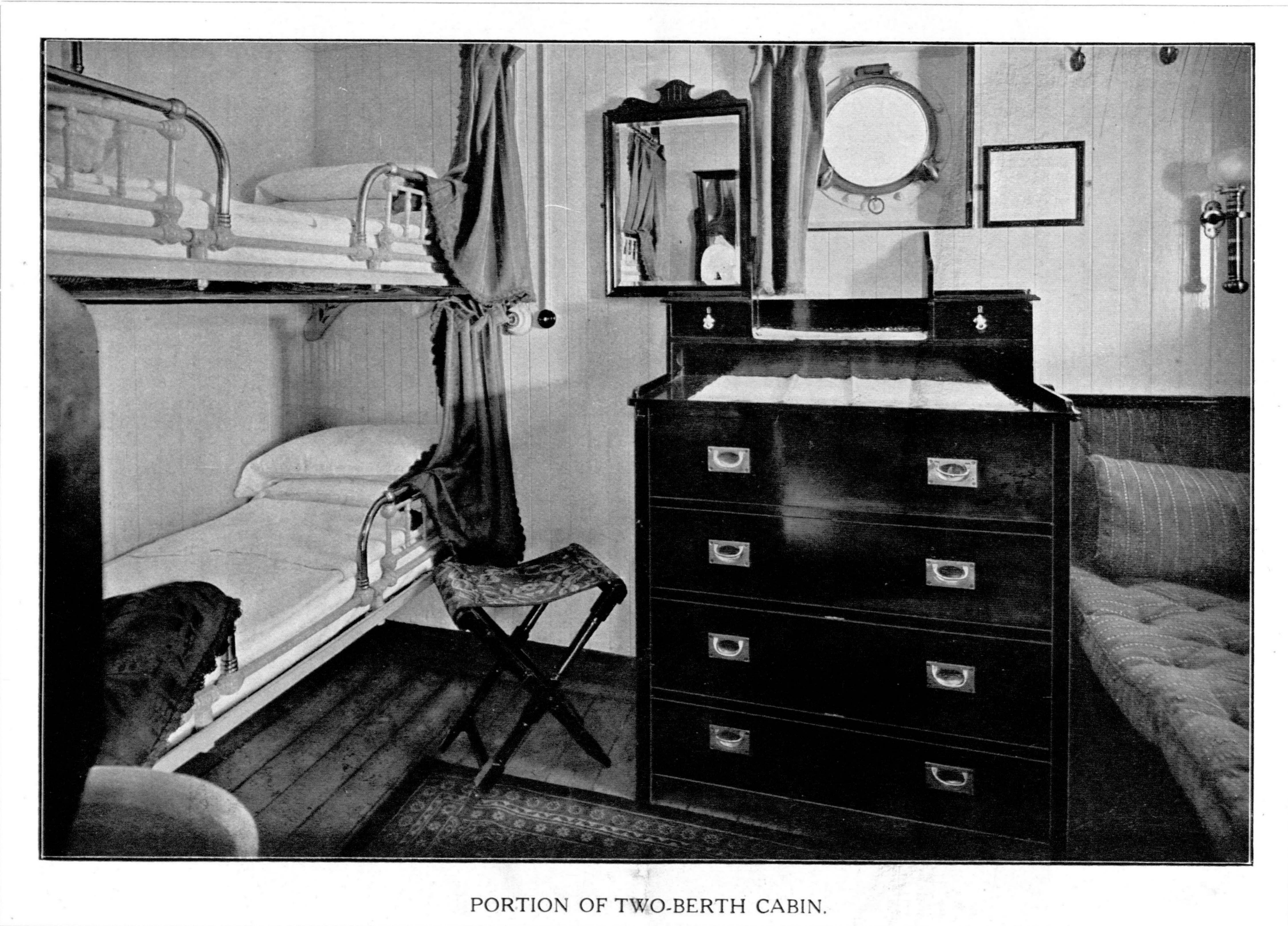
Cabine de première classe.
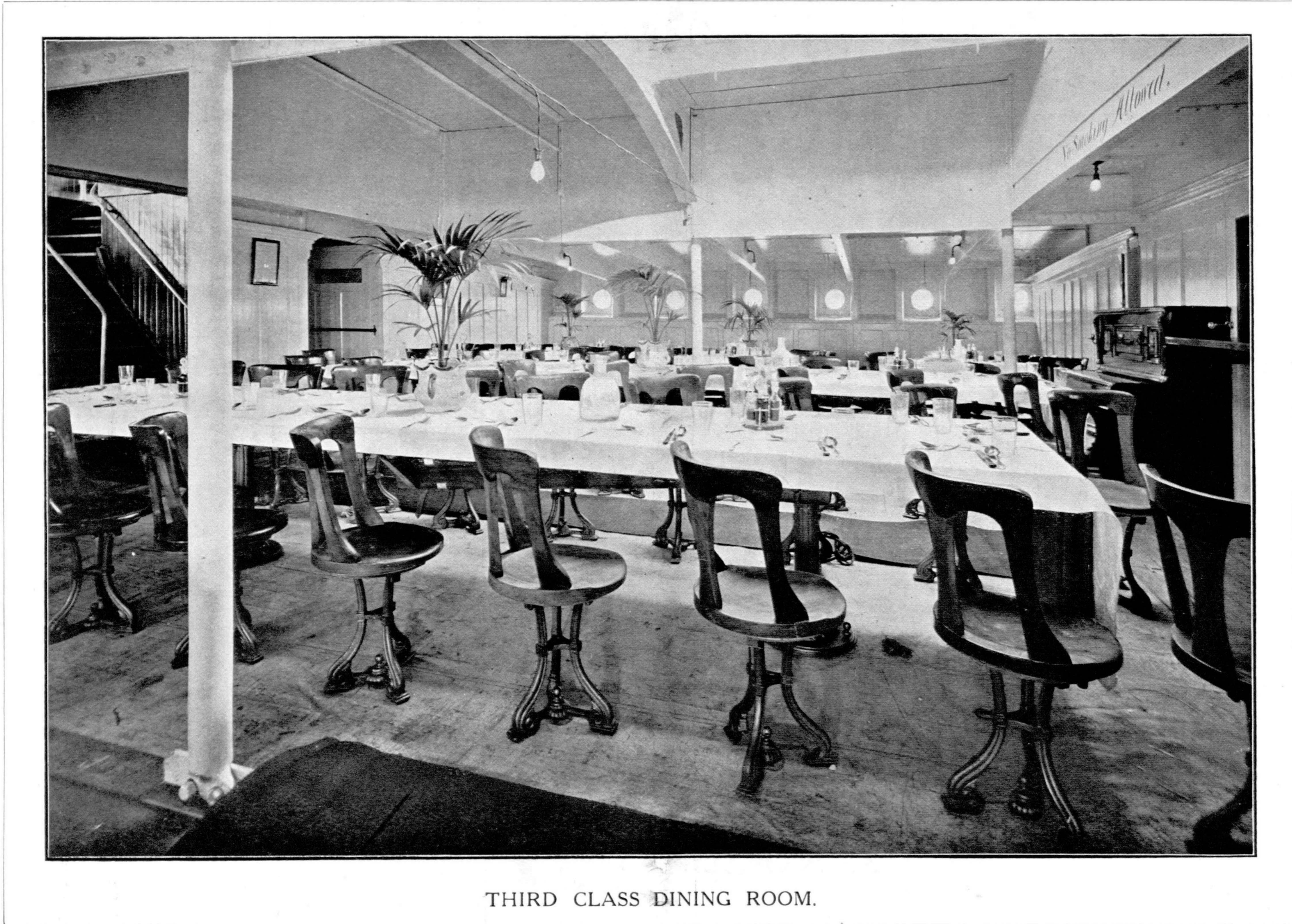
Salle à manger de troisième classe.
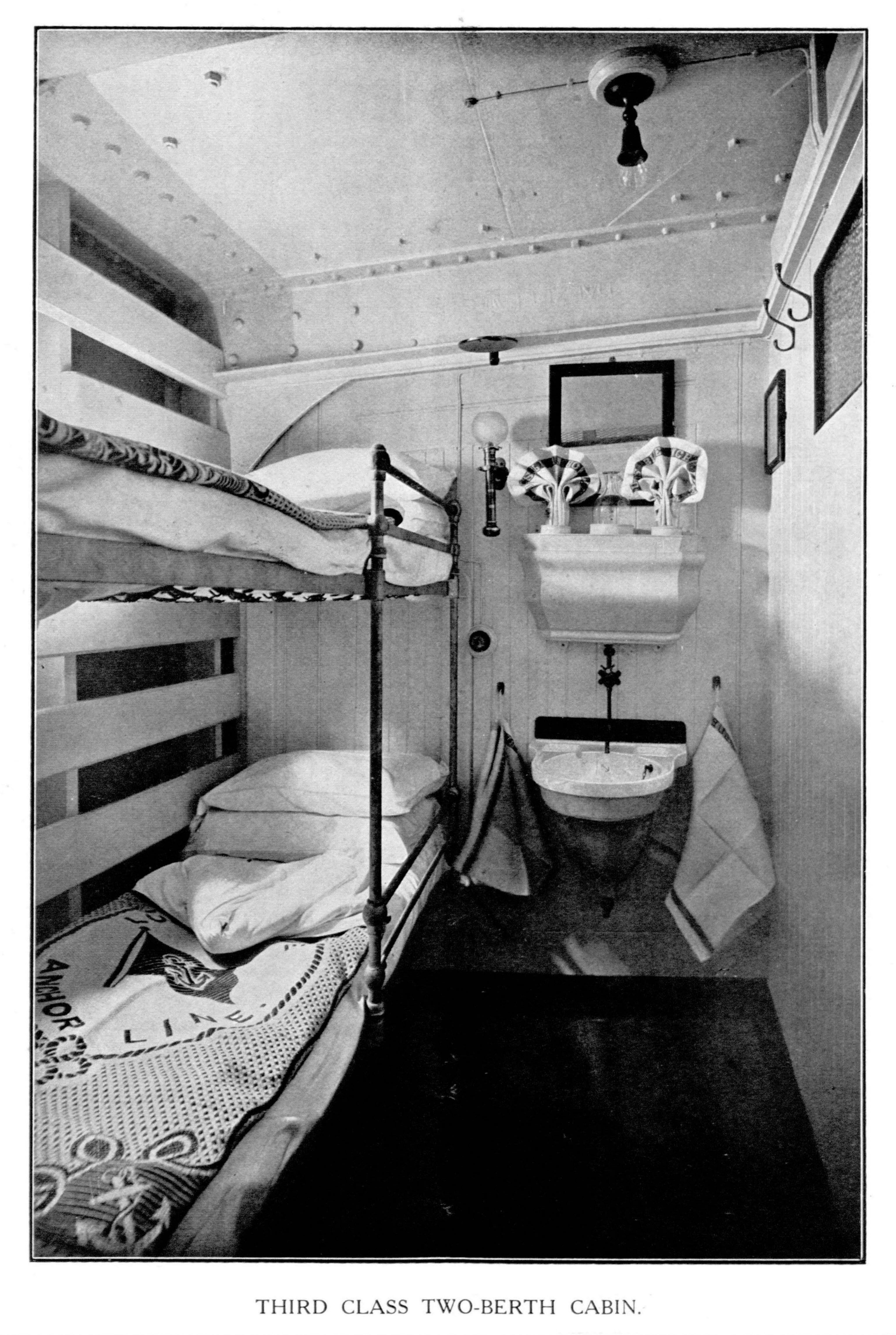
Cabine de troisième classe.
Véranda de première classe.
Pont promenade de première classe.